# Brachyolus
Brachyolus är ett släkte av skalbaggar. Brachyolus ingår i familjen vivlar.

## Dottertaxa tillBrachyolus, i alfabetisk ordning[1]
- Brachyolus albescens
- Brachyolus asperatus
- Brachyolus bagooides
- Brachyolus bicostatus
- Brachyolus breviusculus
- Brachyolus cervalis
- Brachyolus elegans
- Brachyolus fuscipictus
- Brachyolus huttoni
- Brachyolus inaequalis
- Brachyolus labeculatus
- Brachyolus longicollis
- Brachyolus nodirostris
- Brachyolus obscurus
- Brachyolus posticalis
- Brachyolus punctatus
- Brachyolus sylvaticus
- Brachyolus terricola
- Brachyolus varius
- Brachyolus viridescens